# Новоселье (Ровненская область)
Новоселье (укр. Новосілля) — село в Локницкой сельской общине Варашского района Ровненской области Украины.
До 2020 года входило в Заречненский район.
Население по переписи 2001 года составляло 183 человека. Почтовый индекс — 34034. Телефонный код — 3632. Код КОАТУУ — 5622282302.